# Johann Anastasius Freylinghausen

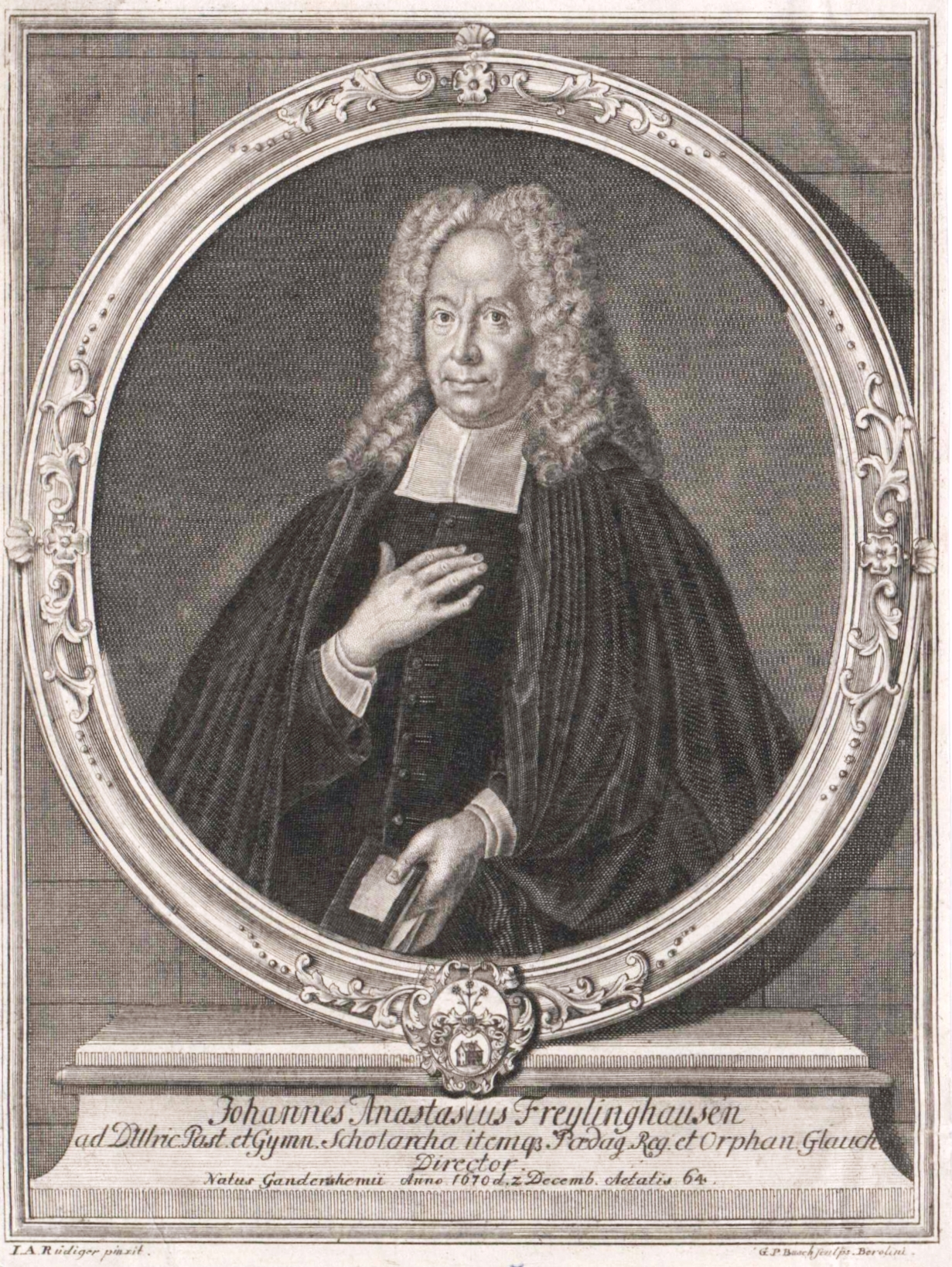
Porträtt av Freylinghausen, 1734.

Johann Anastasius Freylinghausen, född 2 december 1670, död 12 februari 1739, var en tysk präst och teolog. 
Freylinghausen var medarbetare till August Hermann Francke i Halle och blev dennes efterträdare som direktor för uppfostringsanstalten i Vajsenhuset. Freylinghausen, som skrev en mängd läro- och handböcker med pietistisk hållning, är mest känd för sina andliga sånger. Bland dessa märks särskilt de båda sångsamlingarna Gesangbuch (1704) och Neues geistreiches Gesangbuch (1714).
Om han är upphovsman till koralerna eller bara givit ut samlingarna är däremot okänt. Flera av psalmtexterna är dock av hans diktning.
Han är representerad i danska Psalmebog for Kirke og Hjem. 

## Psalmer

### Danska översättningar
- Op! thi dagen nu frembryder, diktad 1714 och översatt till danska av

Hans Adolph Brorson 1733.
- Herlighedens Gud, diktad 1704 och översatt till danska av

Hans Adolph Brorson 1734
- Kommer, hvo vil visdom lære, diktad 1714 och översatt till danska av

Hans Adolph Brorson 1734